# Federación de Tierra, Vivienda y Hábitat
La Federación de Tierra, Vivienda y Hábitat (FTV) es una organización social argentina formada por personas desocupadas. La misma es conducida por Luis D'Elía.

## Historia
Tras abandonar el Frepaso en la década de 1990, Luis D'Elía organizó la Federación de Tierra, Vivienda y Hábitat, que agrupaba a desocupados del oeste de Buenos Aires. La FTV se integró a la Central de Trabajadores de la Argentina (CTA) y también formó una alianza con la Corriente Clasista y Combativa (CCC). 
Durante el gobierno de Fernando de la Rúa, la FTV ejerció un rol netamente opositor convocando la primera y la segunda Asamblea Nacional Piquetera, que se realizaron a fines de 2001. 
En 2002 desistió de formar parte del movimiento piquetero al ser un asiduo visitante del entonces presidente, Eduardo Duhalde.
Con la asunción de Néstor Kirchner como presidente de la nación, la situación cambió en gran medida y D'Elía fue convocado para cubrir el cargo de subsecretario de Tierras para el Hábitat Social. La FTV acompañó al gobierno de Kirchner y pasó a formar parte de la Concertación Plural que da sustento al gobierno.
El 26 de junio de 2004, D'Elía y un grupo de piqueteros de la FTV tomaron las instalaciones de la comisaría 24ª del barrio porteño de La Boca, a consecuencia del crimen del dirigente comunitario Martín "Oso" Cisneros. El entonces funcionario kirchnerista y sus seguidores justificaron la ocupación afirmando que el asesino de Cisneros contaba con protección policial. 
Durante las primeras semanas del paro agropecuario patronal de 2008 contra la administración de Cristina Fernández de Kirchner, tras el discurso de la presidenta el 25 de marzo, manifestantes salieron a las calles con fuertes reclamos hacia Gobierno. En Buenos Aires, tras enterarse de estos sucesos, Luis D'Elía encabezó una movilización de simpatizantes de la FTV, acompañando a otros grupos piqueteros oficialistas, como el Movimiento Evita, el Comedor Los Pibes y los Jóvenes K.
En la actualidad la FTV realiza trabajos en las siguientes provincias: Buenos Aires, Chaco, Córdoba, Corrientes, Formosa, Jujuy, Mendoza, Misiones, Neuquén, Río Negro, Santa Fe y Tierra del Fuego